# Longitarsus nasturtii
Longitarsus nasturtii är en skalbaggsart som först beskrevs av Fabricius 1792.  Longitarsus nasturtii ingår i släktet Longitarsus, och familjen bladbaggar. Arten är reproducerande i Sverige.